# Майборода Сергій Миколайович
Сергі́й Микола́йович Ма́йборода (8 березня 1988 — 11 серпня 2014) — солдат Збройних сил України, учасник російсько-української війни.

## Життєвий шлях
Народився 1988 року в місті Ладижин (Вінницька область). Закінчив 2005-го Ладижинську ЗОШ № 2. Самостійно опановував програмування, вчився лагодити комп'ютерну техніку. У Вінницькому коледжі Національного університету харчових технологій здобув кваліфікацію менеджера за спеціальністю «організація виробництва». Мав бажання служити у «гарячих точках» в Африці. Служив у Новограді-Волинському в пожежній частині. Від 2010 року проходив службу за контрактом; солдат, стрілець-помічник гранатометника, 30-та окрема механізована бригада. Одружився; виховували дітей.
З початком війни міг залишитись на місці дислокації підрозділу, та відмовився.
Загинув о 14:00 під час обстрілу з БМ-21 «Град» і танків КП бригади в районі села Степанівка (Шахтарський район). О четвертій ранку його тіло знайшли побратими. Сергія і ще одного військового накрила бетонна плита, зруйнована під час артилерійського обстрілу. Тоді ж полягли Даніл Кіріллов, Іван Олійник та Вадим Пашковський, зник безвісти Роман Веремійчук.
Без Сергія лишились батьки, дружина, син 2010 р.н та донька 2013 р.н.
Похований у Ладижині 15 серпня 2014 року з військовими почестями; в місті оголошено дні жалоби 15 і 16 серпня.

## Нагороди та вшанування
За особисту мужність і героїзм, виявлені у захисті державного суверенітету та територіальної цілісності України, вірність військовій присязі під час російсько-української війни, відзначений — нагороджений
- орденом «За мужність» III ступеня (15.5.2015, посмертно)
- його портрет розміщений на меморіалі «Стіна пам'яті полеглих за Україну» у Києві: секція 2, ряд 2, місце 30
- медаллю «За жертовність та любов до України» (посмертно)
- 12 жовтня 2015 року на фасаді будівлі ладижинської загальноосвітньої школи № 2 йому відкрито меморіальну дошку
- вшановується на щоденному ранковому церемоніалі вшанування захисників України, які загинули цього дня у різні роки внаслідок російської збройної агресії.[3]
- 2018 року в Ладижині відюувся футбольний турнір, присвячений Сергію Майбороді та Віталію Химичу[4]